# Gracija Ivanović
Don Gracija Ivanović (Dobrota, 15. veljače 1903. — Kotor, 20. kolovoza 1983.), hrvatski kulturni i crkveni povjesničar, vjerski pisac, publicist, književni prevoditelj i visoki crkveni dužnosnik iz Kotora. Preveo je nabožne sonete Ane Marije Marović. Suradnik Vjesnika Đakovačke biskupije.
Bio je župnik crkve sv. Eustahija u Dobroti. Poslije smrti kotorskog biskupa Franje Uccellinija-Tice 1937. obnašao je dužnost apostolskog administratora biskupije do izbora novog biskupa. Bio je omiljen među vjernicima koji su ga željeli za biskupa, ali don Gracija se nije htio prihvatiti te dužnosti. Zbog toga su crkvene vlasti morale se odlučiti između prčanjskog župnika don Nika Lukovića i kotorskog kanonika don Pava Butorca, obojicu uglednih svećenika i povjesničara Boke, a na kraju je 1938. izabran Butorac. Nakon što je Butorac postavljen za dubrovačkog biskupa 1950., don Gracija je bio apostolski administrator biskupije od 1950. do 1981. godine.